# Marieke Guehrer
Marieke Guehrer (ur. 9 lutego 1986 w Adelaide) – australijska pływaczka, mistrzyni świata.
Jej największym sukcesem jest złoty medal mistrzostw świata w pływaniu w Rzymie (2009) na dystansie 50 m stylem motylkowym.
Uczestniczka igrzysk olimpijskich w Atenach (2004) na 100 m stylem grzbietowym (20. miejsce).